# Tatort: Auge um Auge
Auge um Auge ist ein Fernsehfilm aus der Krimireihe Tatort. Der vom MDR produzierte Beitrag wurde am 12. November 2017 im Ersten ausgestrahlt. In dieser 1035. Tatort-Folge ermitteln die Dresdner Ermittler Sieland, Gorniak und Schnabel in ihrem vierten Fall.

## Handlung
Heiko Gebhardt, Abteilungsleiter der Versicherungsfirma ALVA, wird in seinem Büro in Dresden am helllichten Tag vom gegenüberliegenden Gebäude aus erschossen. Die Kommissarinnen Karin Gorniak, Henni Sieland und ihr Chef Schnabel beginnen den Fall zu untersuchen. Unterstützung erhalten sie dabei von dem Kriminaltechniker Ingo Mommsen.
Da der Mord am Arbeitsplatz geschehen ist, konzentrieren sich die Ermittlungen schnell auf die ALVA und ihr Umfeld. Innerhalb der Versicherung ist Rainer Ellgast verdächtig, da er schon länger Ambitionen auf die Abteilungsleitung hat und sein angebliches Alibi sich als falsch herausstellt. Als Täter kommen aber auch wütende Kunden der ALVA in Frage, deren Forderungen von der Versicherung abgelehnt wurden. Darunter sind der nach einem Unfall im Rollstuhl sitzende Harald Böhlert und seine Frau, die von der Anwältin Martina Scheuring vertreten werden.
Nach und nach bestätigen sich immer mehr Alibis der Verdächtigen. Als bei einer Veranstaltung der ALVA auf dem Weihnachtsmarkt Ellgast angeschossen wird, fällt auch er aus dem Kreis der Verdächtigen und die Kommissarinnen müssen ihre Ermittlungen intensivieren. Während Sieland die Anwältin Scheuring beschattet, findet Gorniak heraus, dass diese früher selbst Angestellte der ALVA war und gekündigt hat, nachdem ein Versicherter sich in ihrem Büro wegen ausbleibender Leistungen erschossen hatte. In letzter Sekunde können die Kommissarinnen verhindern, dass sich Scheuring öffentlichkeitswirksam im Gebäude der Versicherung selbst umbringt.

## Hintergrund

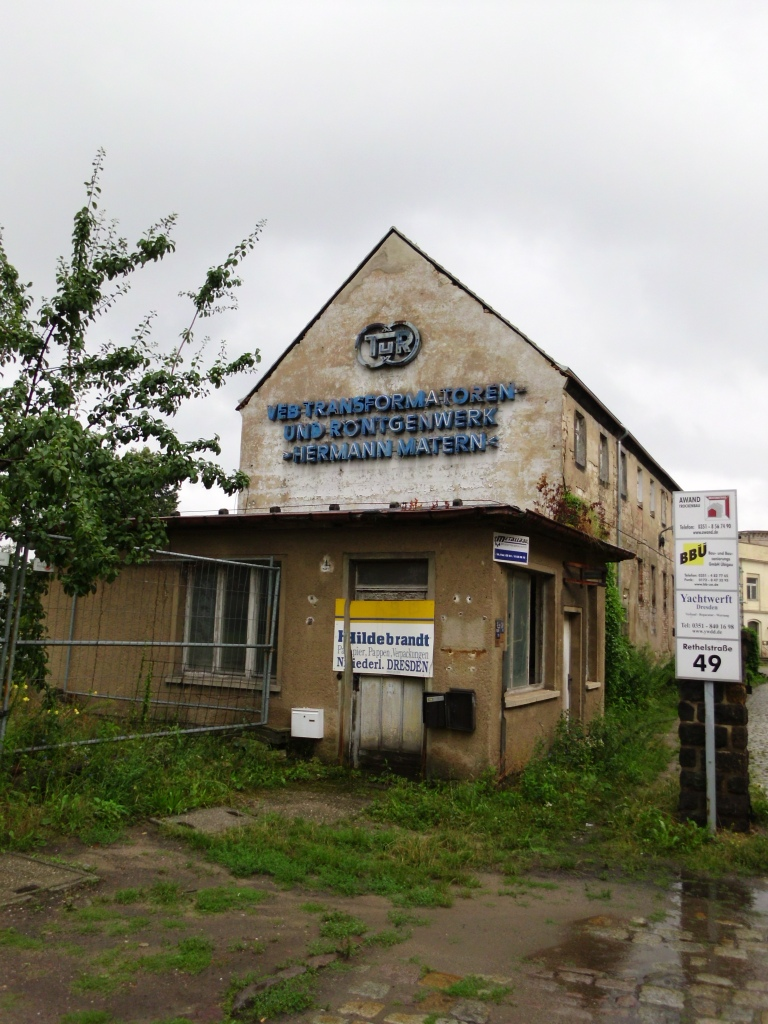
Das Werftgelände diente als Drehort für das Umfeld des Ehepaars Böhlert.

Der Film wurde vom 17. November bis zum 21. Dezember 2016 in Dresden und Umgebung gedreht, unter anderem auf dem Striezelmarkt, auf dem Gelände der Schiffswerft Übigau, der Carolabrücke, an der Calberlastraße in Loschwitz, an der Schauburg und auf dem Martin-Luther-Platz in der Neustadt und in Hellerau.
Als Kulisse für den Firmensitz der fiktiven Versicherungsgesellschaft „alva“ diente das Verwaltungsgebäude der Gläsernen Manufaktur der VW AG. Aufgrund einer Rauchentwicklung während der neun Tage andauernden Dreharbeiten in den Büroräumen löste die Sprinkleranlage aus.
Der Polizeisitz ist im Gebäude der Dresdner Spitze in Dobritz.

## Rezeption

### Kritiken
„Es kann doch nicht sein, dass dieser ‚Tatort‘ um das eigentlich vielversprechende Ermittlerteam Sieland […], Gorniak […] und Schnabel […] eine weitere Nullnummer geworden ist, bei der Witz und Wut komplett aneinander vorbeilaufen. Akutes Fernsehredakteursversagen? Komplette Kommunikationspleite? Böswillige MDR-Intrige? Eine Fernsehanstalt ist wahrscheinlich auch nichts anderes als eine Versicherungsanstalt.“

„‚Auge um Auge‘ ist etwas zum Mitraten, da freuen sich die Stammzuschauer. Wobei der Plot nichts Besonderes ist – die Dialoge gehören dafür zu den stärksten in der Reihe. Niemand kann so atmosphärisch wertvoll mit vollem Mund reden wie Alwara Höfels, die die Kommissarin Sieland spielt. Und die Kollegin Karin Gorniak […] ist das schön herbe Gegengewicht zum gerade wieder überall hörbar werdenden Julia-Engelmann-Gesabbel.“

### Einschaltquote
Die Erstausstrahlung von Auge um Auge am 12. November 2017 wurde in Deutschland von 9,32 Millionen Zuschauern gesehen und erreichte einen Marktanteil von 25,7 % für Das Erste.